# Summerfield Car Company
Summerfield Car Company war ein britischer Hersteller von Automobilen.

## Unternehmensgeschichte
Tim Summerfield gründete 1992 das Unternehmen in Craven Arms in der Grafschaft Shropshire. Er begann mit der Produktion von Automobilen und Kits. Baz Cope unterstützte ihn dabei. Der Markenname lautete Summerfield. 1994 endete die Produktion. Insgesamt entstanden etwa zwölf Exemplare.

## Fahrzeuge
Das einzige Modell war der Solar. Dies war die Nachbildung des Rennsportwagens Lola Mk 1 von Lola Cars aus der Zeit von 1958 bis 1962. Die Basis bildete ein Spaceframe-Rahmen. Viele Teile, so auch der Vierzylindermotor, kamen vom Alfa Romeo GTV.